# 渼陂村
渼陂村位于中国江西省吉安市青原区文陂乡，是中国历史文化名村。渼陂村始建于南宋初年，现占地1平方公里，有600户，2800余人，村民全为梁姓。全村现有保存完好的明清建筑367栋，其中祠堂7座，书院5座，牌坊3座，并有红四军旧址、江西省苏维埃总工会旧址和毛泽东旧居等。“二七”会议即在此召开。中将梁兴初、梁必业、少将梁仁芥均为渼陂人。